# Hackathon

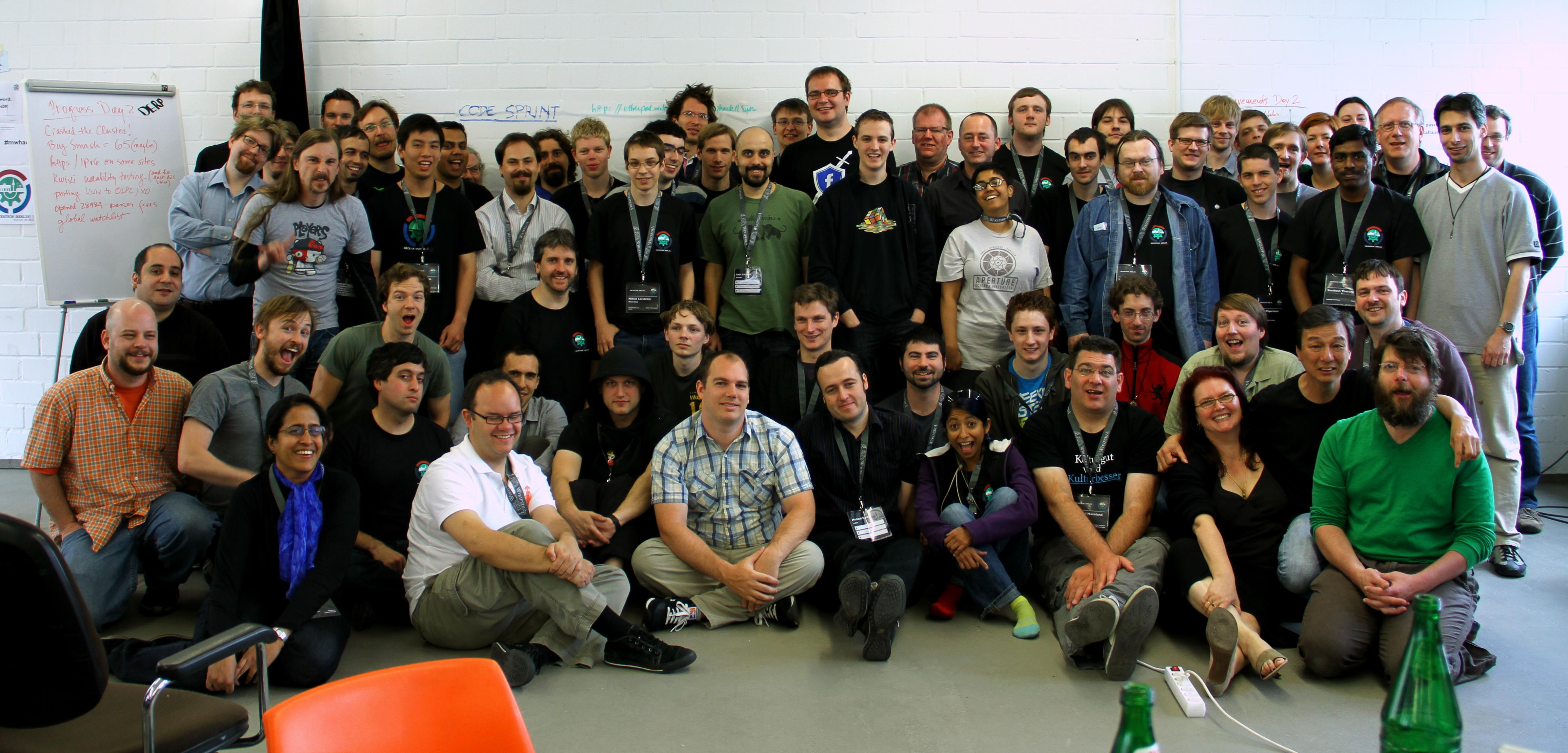
Gruppenfoto vom Wikimedia Hackathon in Berlin 2011

Ein Hackathon (Wortschöpfung aus „Hack“ und „Marathon“) ist eine kollaborative Soft- und Hardwareentwicklungsveranstaltung. Alternative Bezeichnungen sind „Hack Day“, „Hackfest“ und „codefest“.
Ziel eines Hackathons ist es, innerhalb der Dauer dieser Veranstaltung gemeinsam nützliche, kreative oder unterhaltsame Softwareprodukte herzustellen oder, allgemeiner, Lösungen für gegebene Probleme zu finden. Die Teilnehmer kommen bei Software-Hackathons üblicherweise aus verschiedenen Gebieten der Software- oder Hardwareindustrie und bearbeiten ihre Projekte häufig in funktionsübergreifenden Teams. Hackathons haben immer ein spezifisches Thema oder sind technologiebezogen.

## Herkunft und Geschichte
Die Wortkreation Hackathon ist seit spätestens 1999 in Benutzung, als im Umfeld von OpenBSD einerseits und Sun Microsystems andererseits Veranstaltungen mit diesem Titel stattfanden.
Im OpenBSD-Umfeld wurde der Begriff für ein Entwicklertreffen im kanadischen Calgary im Juni 1999 verwendet. Im Falle von Sun fand auf der JavaOne-Konferenz im Juni 1999 ein Hackathon statt, welcher sich dem Palm V widmete.
Ab Mitte der 2000er Jahre wurden Hackathons von der Softwareindustrie und privaten Kapitalgebern in den USA als Methode erkannt, um schnell neue Ideen in Software umzusetzen oder noch unklare Produktideen durch die entstehenden Prototypen zu verfeinern.
Einige Projekte, die im Rahmen von Hackathons erstellt wurden, entwickelten sich weiter zu eigenen Startups. Darunter fällt zum Beispiel GroupMe, welches auf der TechCrunch Disrupt 2010-Konferenz gestartet und 2011 durch Skype für $85 Millionen aufgekauft wurde.
Außer im Software-Umfeld werden Hackathons auch allgemeiner organisiert, um kollaborativ Lösungen für Probleme und Aufgabenstellungen eines bestimmten Themenbereichs zu finden, etwa im Rahmen eines „Science Hack Day“ oder bezogen auf christlichen Glauben im Rahmen von #glaubengemeinsam.
Ausgelöst durch das Fehlen direkter Kommunikation zwischen den Bildungsverantwortlichen in der Corona-Pandemie begann die Hackathon-Methode seit 2020 das deutsche Schulsystem zu beeinflussen. Vorreiter und Motor kollaborativer Schulsystem- und Schulentwicklung ist hier die vom Bundesministerium für Bildung und Forschung, der Digitalisierungsbeauftragten der Bundesregierung und der Kultusministerkonferenz unterstützte Community „#wirfuerschule“. Lehrkräfte, Eltern und Schülerinnen sowie Schüler können kostenfrei in einer Woche auf den jährlich veranstalteten Hackathons mit bundesweit bis zu 6.500 Teilnehmenden die Methode kennenlernen. Dabei werden gemeinsam mit Vertreterinnen und Vertretern aus Verwaltung, Wirtschaft, Forschung und Politik Impulse für eine Veränderung des deutschen Schulsystems gesetzt. Erste Schulen wie die Robert-Bosch-Gesamtschule in Hildesheim, Hauptpreisträgerin des deutschen Schulpreises 2007, benutzen mittlerweile im Rahmen von Projektwochen die als Ressourcenschonung erkannte Hackathon-Methode erfolgreich zur Weiterentwicklung der eigenen Schule.

## Ablauf

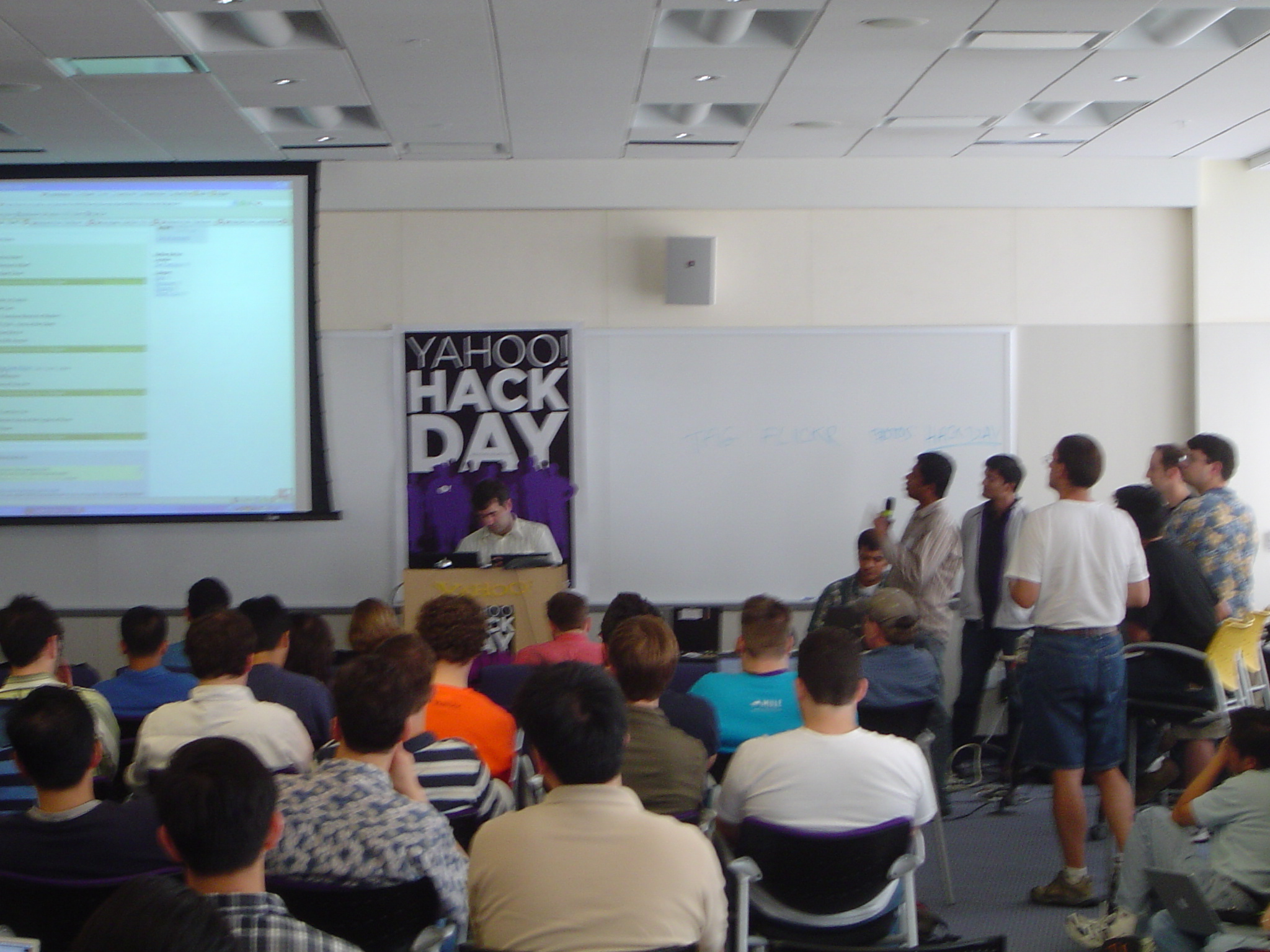
Ergebnispräsentation beim Yahoo! Internal Hack Day Event bei Yahoo! HQ (Sunnyvale, CA, USA), 6. Juni, 2006

Häufig startet ein Hackathon mit einem oder mehreren Vorträgen zum Thema des Hackathons. Anschließend werden Themenvorschläge und Ideen für Projekte gesammelt und Teams gebildet. Diese bilden sich selbstorganisiert nach Interesse und Fähigkeiten und sind idealerweise funktionsübergreifend, d. h. Personen mit unterschiedlichen Fähigkeiten arbeiten zusammen.
Nachdem sich die Teams gebildet haben, findet die eigentliche Arbeitsphase statt. Diese kann von einigen Stunden bis mehrere Tage lang dauern. Bei mehrtägigen Veranstaltungen ist es nicht ungewöhnlich, dass die Teilnehmer am Veranstaltungsort schlafen und essen.
Am Ende der Veranstaltung stellen die Teams ihre Ergebnisse vor. Es gibt Hackathons, die durch eine Jury ein Siegerprojekt küren und Preise vergeben. Teilweise können die Preise erhebliche Geldbeträge umfassen. So wurde bei einem „Social Gaming Hackathon“ auf der TechCrunch Disrupt conference dem Sieger ein Preisgeld von $ 250.000 zugesprochen.

## Beispiele für Hackathons mit Freien Inhalten
- Hackathon Metalab seit 2009[7]
- HackZurich
- Jugend hackt
- Coding da Vinci
- Science Hack Day Berlin
- Wikimedia Hackathon 2015
- Open Energy Data Hackdays
- Open Cultural Data Hackathon Schweiz 2015
- Künstliche Intelligenz selbstfahrender Autos Hackathon Moskau 2017 (Olga Anatoljewna Uskowa, Cognitive Technologies)[8]
- Mechatronik Hackathon FH Technikum Wien (14.–16. Dezember 2018)
- #WirVsVirus Hackathon der Bundesregierung (20.–22. März 2020)[9][10]
- #EUvsVirus Hackathon der Europäischen Kommission (24.–26. April 2020)[11]
- Code4Green Hackathon des Bundesministeriums für Umwelt, Naturschutz und nukleare Sicherheit[12]
- RLP Hackathon des Ministeriums für Wirtschaft, Verkehr, Landwirtschaft und Weinbau Rheinland-Pfalz (12.–15. November 2020)[13][14]
- #glaubengemeinsam 2020[15] und 2021[16]
- wirfuerschule 2020 und 2021
- Münsterhack[17]